# Монреаль
Монреа́ль (англ. Montreal, фр. Montréal, [mɔ̃ʁeˈal]) — самый крупный город в провинции Квебек и второй по величине город в Канаде после Торонто. Первоначально назывался Вилль-Мари — город Марии. Название Монреаль произошло от горы Мон-Руаяль (Королевская гора), находящейся в центре города, форма Монреаль возникла под влиянием окситанского языка части первых поселенцев.
По данным переписи населения 2021 года, население Большого Монреаля составляло 4 291 732 человека. Население самого Монреаля в этот же период составляло 1 762 949 человек.
Единственный официальный язык в городе — французский, для 59,8 % жителей города этот язык является родным, затем по количеству носителей следует английский язык — 19,4 %. В Большом Монреале доля носителей французского составляет 67,9 % от населения, второе место занимает английский — 16,5 %. Больше половины населения города владеет в той или иной степени обоими языками. До 2014 года Монреаль был вторым по населению франкоязычным городом мира после Парижа, но к 2015 году на 3-ю позицию его сместил африканский Абиджан. В мире есть и другие крупные франкоязычные города — африканские Киншаса, Касабланка, Алжир, но в этих городах французский используется преимущественно в письменном виде или же в качестве второго языка.
Монреаль обыкновенно занимает самые высокие места в рейтинге самых удобных для жизни городов в мире. Журнал Monocle Magazine назвал город «культурной столицей Канады», а недавно ЮНЕСКО назвало Монреаль городом дизайна. Уступив в середине 70-х титул экономической столицы Торонто, Монреаль остаётся важным деловым, промышленным и культурным центром Канады. В числе наиболее значимых отраслей: аэрокосмическая, биотехнологическая, фармацевтическая, отрасль информационных технологий, туризм, киноиндустрия, а также развитая индустрия компьютерных игр.

## История

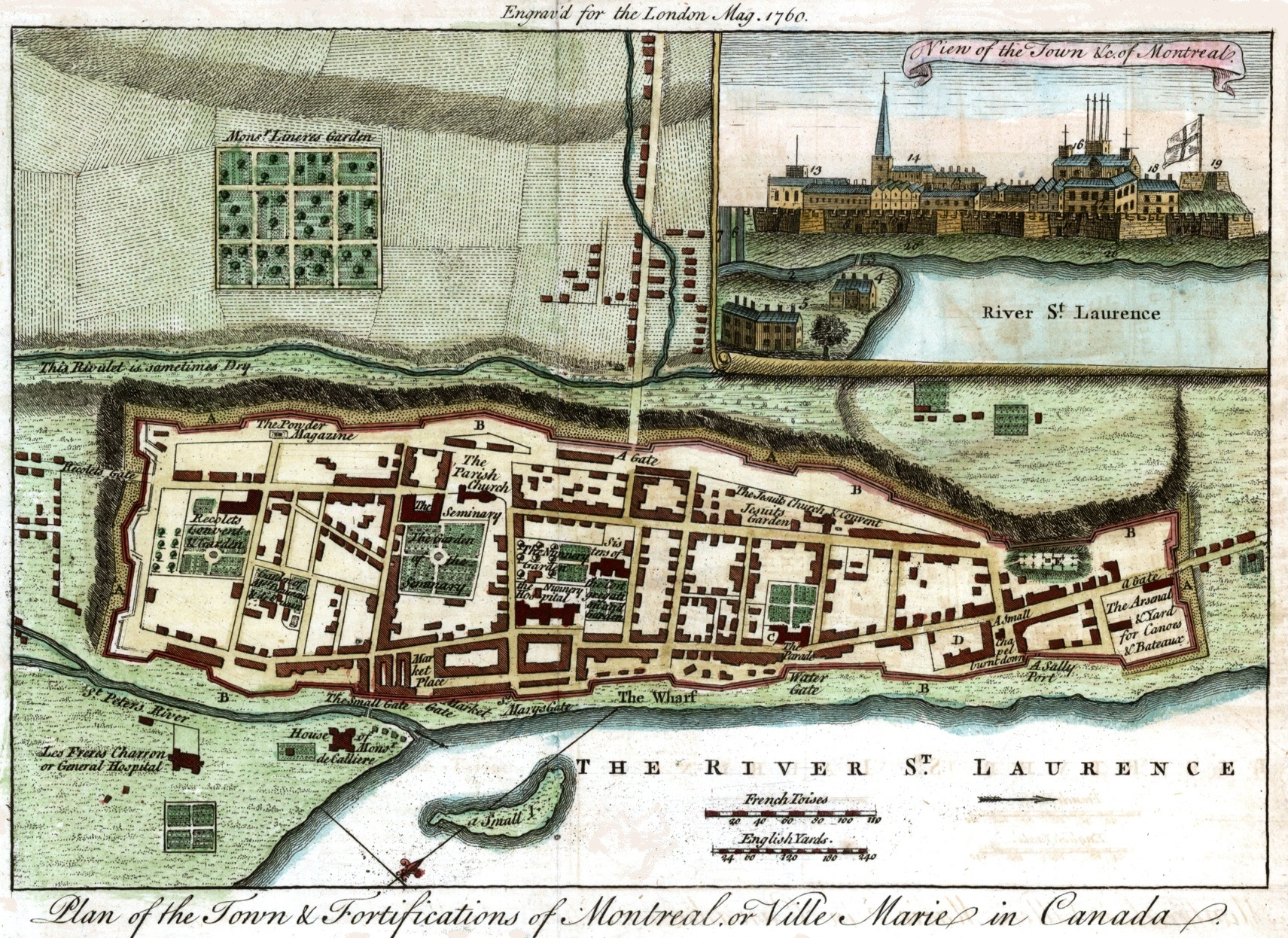
Монреаль в 1760 году.

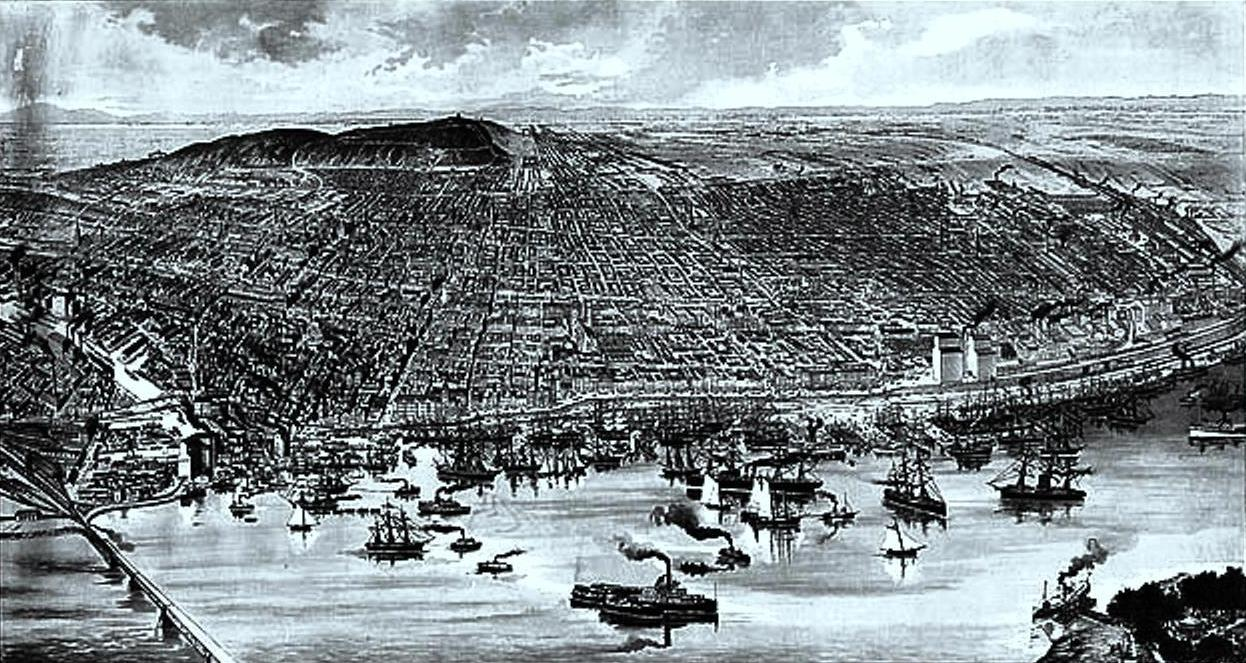
Монреальская гавань в 1889 году

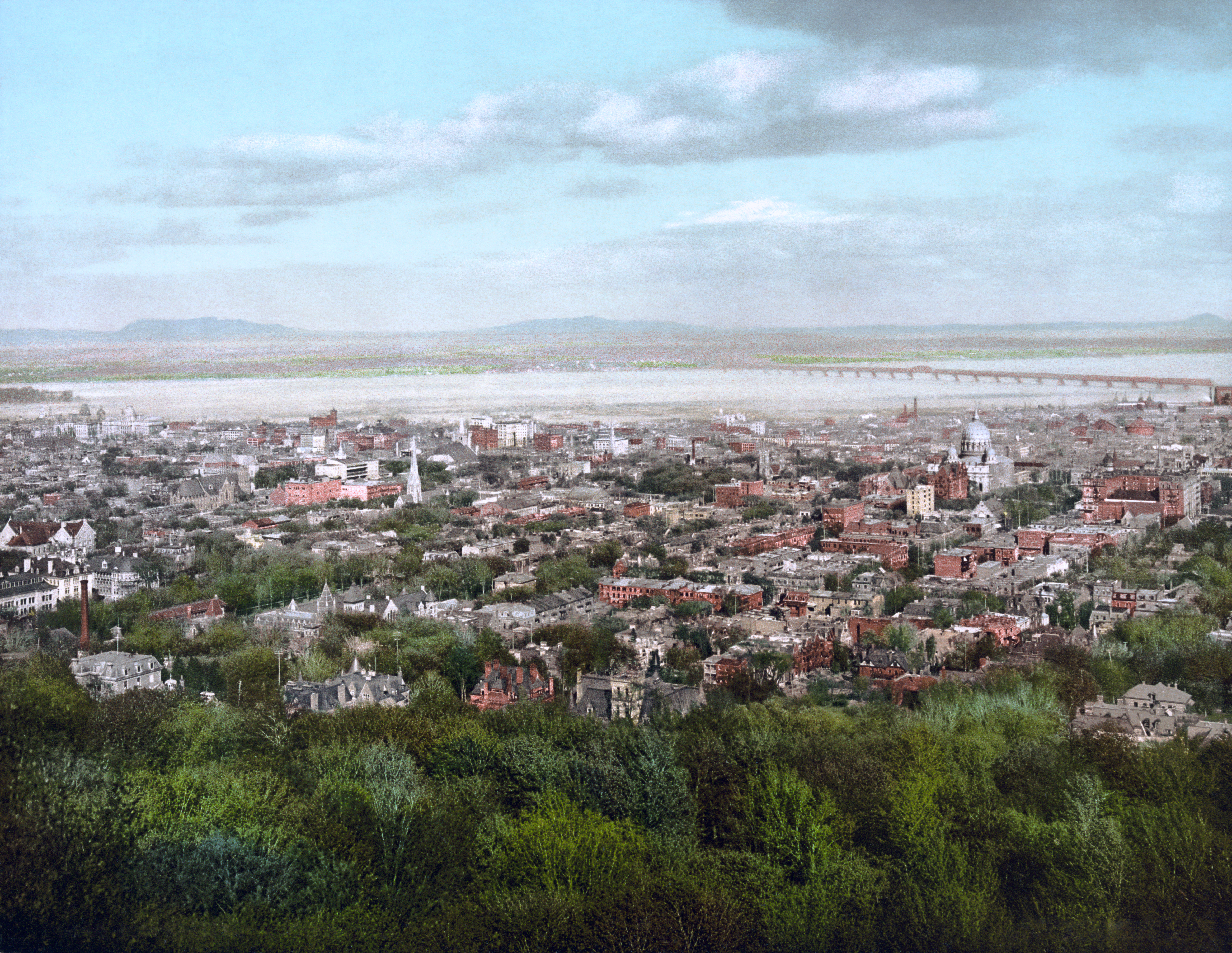
Вид с горы Мон-Руаяль, 1902 год

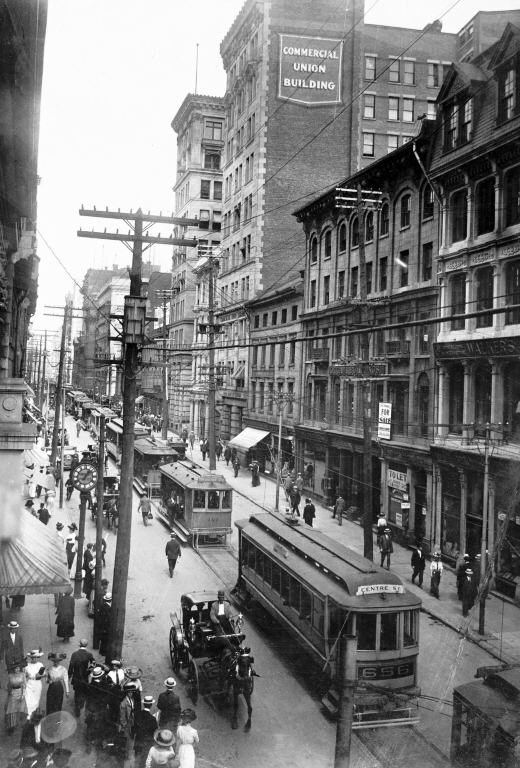
Улица Сен-Жак в 1910 году

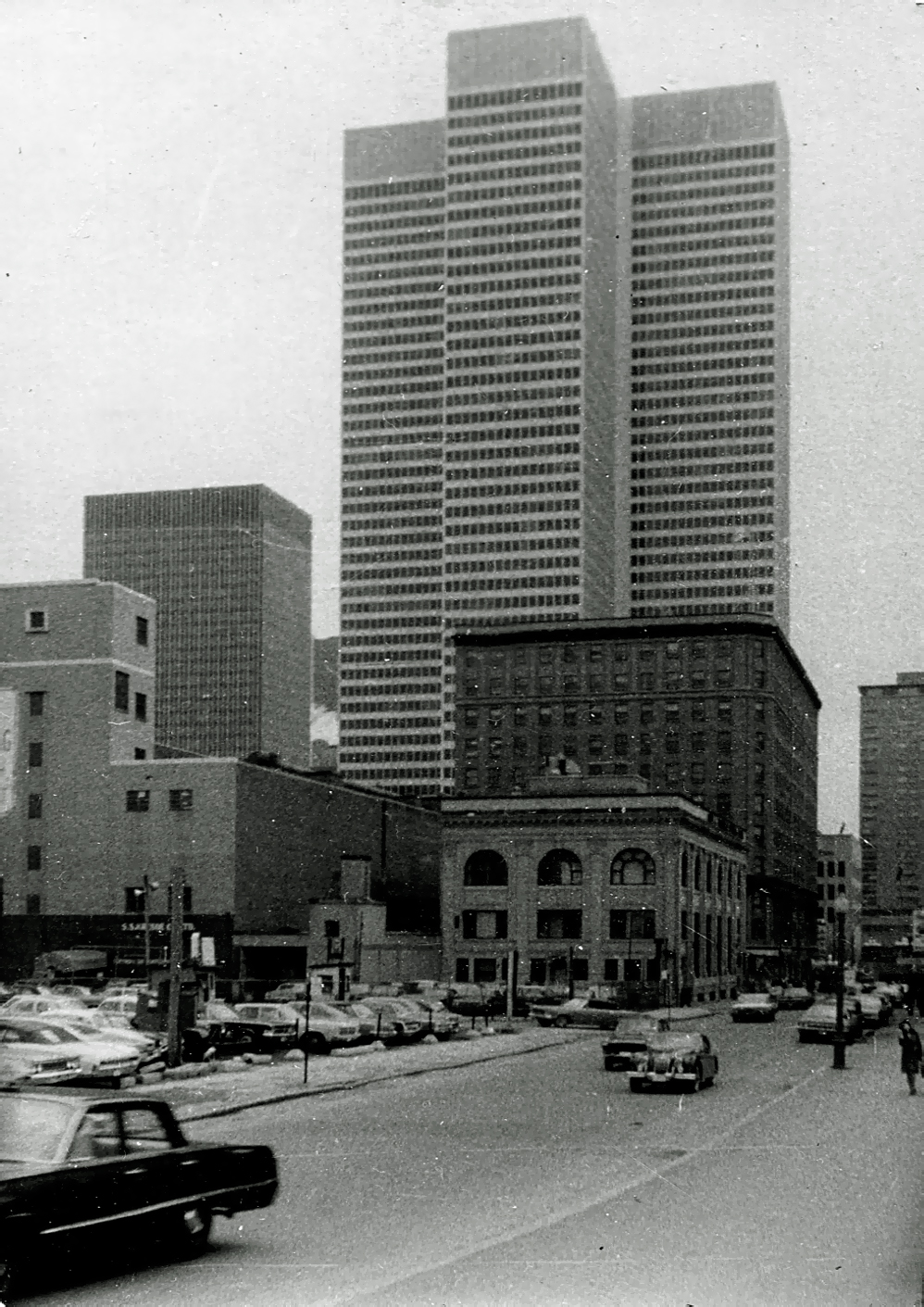
Небоскрёб «Ла Вилль» — один из первых двух небоскрёбов города

Археологические находки доказывают, что различные племена индейцев проживали на острове Монреаль уже 4000 лет назад. К 1000 году н. э. они начали возделывать кукурузу. За несколько столетий индейцы построили несколько укреплённых деревень. Лаврентийские ирокезы, жившие обособленно от остальных ирокезов, населявших территорию современного штата Нью-Йорк, основали деревню Ошелага у подножия горы Мон-Руаяль за два столетия до прибытия французов. Археологами обнаружены артефакты их жилищ в этом и других местах долины, датируемые по меньшей мере XIV веком. Французский первооткрыватель Жак Картье, посетивший деревню 2 октября 1535 года, оценил население Ошелаги как «превышающее тысячу человек».
Семьдесят лет спустя, французский исследователь Самюэль де Шамплен сообщил, что лаврентийские ирокезы и их поселения исчезли из долины реки Святого Лаврентия, возможно из-за эмиграции, эпидемии европейских болезней, или межплеменных войн. В 1611 году Шамплейн учредил пост для торговли пушниной на острове Монреаль, на месте, которое первоначально называлось «La Place Royale», на месте слияния Петит Ривьер и реки Святого Лаврентия. В 1639 году, Жером Ле Ройер де Ла Доверсер получил титул сеньора острова Монреаль и главы общества «Нотр-Дам де Монреаль», созданного Католической церковью для распространения христианства среди местных жителей. Поль Шомеди де Мезоннёв был в то время губернатором колонии. Так 17 мая 1642 года евангелисты основали миссию-форт на месте сегодняшнего центра города, названную Вилль-Мари (фр. Ville-Marie) в честь Пресвятой Богородицы Девы Марии. Это число считается официальной датой основания Монреаля и в современности отмечается в купе с Днём Виктории в третий понедельник мая.
Вилль-Мари стал центром торговли пушниной и базой для дальнейшей французской экспансии в Северной Америке. К началу XVIII века здесь начинает миссионерскую деятельность католическое общество Святого Сульпиция. Чтобы поддержать французских колонистов они убеждают могавков оставить Вилль-Мари и основать новое поселение в своих бывших охотничьих владениях к северу от реки Оттава.
Канадская территория оставалась французской колонией до 1760 года, когда территории были переданы Великобритании после победы в Семилетней войне. Монреаль был зарегистрирован как город в 1832 году. Открытие канала Лашин позволило судам идти в обход несудоходных Лашинских порогов, а строительство моста Виктория сделало из Монреаля важный железнодорожный узел. К 1860 году Монреаль стал крупнейшим городом в Британской Северной Америке и бесспорным экономическим и культурным центром Канады.
Монреаль был столицей Канады с 10 мая 1844 года (после перенесения столицы из Кингстона) по 1849 год, но потерял свой статус, когда толпа тори сожгла здание парламента в знак протеста против принятия закона о возмещении убытков восстания в Нижней Канаде. По стратегическим соображениям Оттава, расположенная в более удалённом районе страны, была выбрана в качестве столицы. После Первой мировой войны, вследствие принятия сухого закона в США, Монреаль стал убежищем для ищущих возможности выпить американцев. В то же время, в городе остро стояла проблема безработицы, которая усугубилась с обвалом фондового рынка в 1929 году и наступлением Великой депрессии.
Во время Второй мировой войны, мэр Монреаля Камийен Уд протестовал против призыва в армию. 2 августа 1940 года он разместил в печати заявление с призывом к горожанам не регистрироваться в федеральном реестре всех мужчин и женщин. Спустя 2 дня Камийен Уд был арестован и без суда и следствия отправлен в трудовой лагерь для интернированных, где находился до 1944 года.
К 1951 году население Монреаля превысило один миллион человек. В 1959 году был открыт Морской путь Святого Лаврентия, позволяющий океанским судам проходить из Атлантики до Великих озёр минуя Монреаль. Это со временем приведёт к концу экономического доминирования города. Однако, в 1960-х годах в Монреале продолжается экономический рост: проводится всемирная выставка Экспо-67, возводятся самые высокие в Канаде небоскрёбы, прокладываются скоростные дороги и строится Монреальское метро.
В 1970-е годы начался период широкомасштабных социальных и политических изменений. Основной их причиной стало стремление франкоязычного большинства сохранить свою культуру и язык на фоне традиционного преобладания англо-канадского меньшинства в сфере бизнеса. Октябрьский кризис и выборы 1976 года, в результате которых у власти оказывается Квебекская партия, провозгласившая своей главной задачей борьбу за государственный суверенитет Квебека, приводят к тому что из города начинается отток англо-канадского капитала и населения. В 1976 году в Монреале проводятся Летние Олимпийские игры. В 1980-х и начале 1990-х годов Монреаль испытывает замедление темпов экономического роста по сравнению с другими крупными городами Канады.
1 января 2002 года, в результате присоединения 27 окружающих муниципалитетов, был образован единый город Монреаль, покрывающий всю территорию одноимённого острова. Это вызвало волну возмущения у жителей ряда англоговорящих пригородов. По итогам независимых референдумов, проведённых среди жителей этих пригородов, в июне 2004 года, часть муниципалитетов (13 % населения острова) приняла решение выйти из состава единого Монреаля. В результате отделения, состоявшегося 1 января 2006 года, на острове остались 15 муниципалитетов, включая Монреаль. Тем не менее, отделившиеся муниципалитеты остались связаны с Монреалем посредством совета, занимающегося сбором налогов для оплаты услуг многочисленных служб.

## География

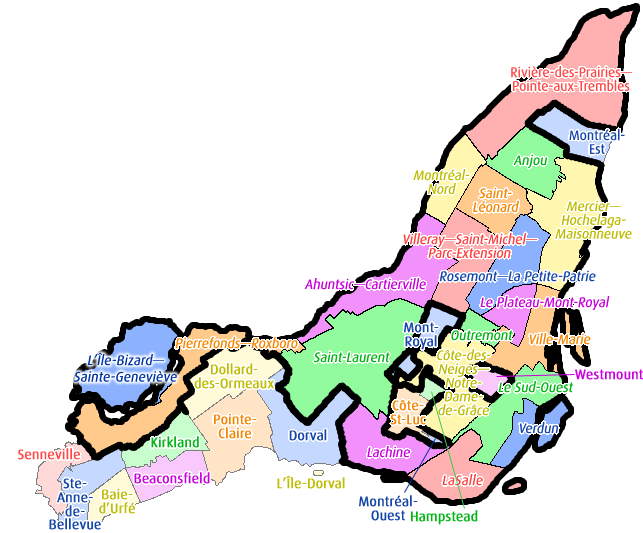
Административное деление Монреаля

Монреаль расположен на одноимённом острове Монреаль, у слияния рек Св. Лаврентия и Оттавы. В территорию города также входят несколько близлежащих мелких островов, равно как и исключены некоторые мелкие городки-районы, находящиеся на самом острове (например Хэмпстэд, Мон-Руаяль, Уэстмаунт, Кот-Сен-Люк и другие). Город находится приблизительно в 250 км к юго-западу от Квебека, столицы провинции, и в 200 км к востоку от Оттавы, столицы государства.
Основной природной достопримечательностью Монреаля является возвышенность в примерно 250 м над уровнем воды, именуемая «горой Мон-Руаяль». В своё время на «горе» проходила застройка домов для богатой части населения, в основном из-за возможности обзора всего города. Сегодня там расположено самое большое кладбище Монреаля (Нотр-Дам-де-Неж), а также одноимённый парк, ставший непосредственной частью городской жизни и защищённой окружающей средой.

## Климат
Монреаль расположен на стыке нескольких климатических зон. Как правило, климат определяется как континентальный влажный. Лето в Монреале тёплое, но часто душное со средними высокими температурами от 27 °C и низкими от 16 °C, температура часто превышает 30 °C . Зима в Монреале обычно холодная, снежная, ветреная, и время от времени, появляется гололёд, со средней температурой −6…-9 °C. Однако некоторые зимние дни с более низкими температурами — ниже −20 °C.
Весна и осень приятно мягкие по погоде, но склонны к резким перепадам температуры. Позднее наступает сезон жары, а также «бабьего лета», также бывают снежные бури в ноябре, марте и апреле.
Самая низкая температура за всю историю метеонаблюдений была зафиксирована на уровне −37,8 °C в 1957 году, а самая высокая температура составила +37,6 °C в 1975 году.
Годовое количество осадков составляет около 998 мм, в том числе среднем 218 см снега, который выпадает с ноября по март. Грозы обычно начинаются в конце весны и продолжаются всё лето до начала осени, кроме того, остатки тропических штормов могут вызвать проливные дожди. Город получает более 2000 солнечных часов в год, лето бывает солнечным, но довольно влажным.
| Показатель                    | Янв.  | Фев.  | Март  | Апр. | Май  | Июнь | Июль | Авг. | Сен. | Окт.  | Нояб. | Дек.  | Год    |
| ----------------------------- | ----- | ----- | ----- | ---- | ---- | ---- | ---- | ---- | ---- | ----- | ----- | ----- | ------ |
| Абсолютный максимум, °C       | 13,9  | 15,1  | 25,8  | 30,0 | 36,6 | 35,0 | 36,1 | 37,6 | 33,5 | 28,3  | 24,3  | 18,1  | 37,6   |
| Средний суточный максимум, °C | −5    | −3,3  | 2,4   | 11,3 | 19,4 | 24,4 | 26,8 | 25,5 | 21,0 | 13,1  | 6,0   | −1,3  | 11,6   |
| Средняя температура, °C       | −9,2  | −8    | −2    | 6,2  | 14,0 | 19,0 | 21,8 | 20,6 | 16,0 | 9,0   | 2,2   | −5    | 7,0    |
| Средний суточный минимум, °C  | −13,6 | −12,4 | −6,4  | 1,6  | 8,3  | 13,8 | 16,6 | 15,5 | 11,0 | 4,4   | −1,6  | −8,6  | 2,4    |
| Абсолютный минимум, °C        | −37,8 | −33,9 | −29,4 | −15  | −4,4 | 0,0  | 6,1  | 3,3  | −2,2 | −7,2  | −19,4 | −32,4 | −37,8  |
| Норма осадков, мм             | 86,3  | 65,5  | 77,2  | 90,0 | 85,5 | 83,6 | 91,3 | 93,8 | 92,6 | 103,1 | 92,6  | 92,4  | 1040,8 |
| Источник: Environment Canada  |       |       |       |      |      |      |      |      |      |       |       |       |        |

## Население
Согласно переписи 2011 года, в Монреале насчитывалось 1 649 519 жителей. В то же время, в Большом Монреале, включающем пригороды, проживало 3 824 221 человек.
Среди жителей Монреаля намного больше иммигрантов (в процентном отношении), чем в других городах провинции. Подавляющее большинство прибывающих в Квебек иммигрантов селятся именно в Монреале. В нём также самый высокий процент англоговорящего населения среди всех городов провинции Квебек.
| Этническое происхождение | Численность (Большой Монреаль) |
| ------------------------ | ------------------------------ |
| канадцы                  | 1 677 930                      |
| французы                 | 949 885                        |
| итальянцы                | 263 565                        |
| ирландцы                 | 223 780                        |
| англичане                | 140 115                        |
| шотландцы                | 114 240                        |
| гаитяне                  | 111 570                        |
| китайцы                  | 91 785                         |
| квебекцы                 | 88,350                         |
| индейцы                  | 86 625                         |
| немцы                    | 78 485                         |
| греки                    | 65 690                         |
| евреи                    | 63 985                         |
| испанцы                  | 62 650                         |
| ливанцы                  | 62 050                         |
| марокканцы               | 53 960                         |
| уйгуры                   | 53 550                         |
| поляки                   | 53 490                         |
| алжирцы                  | 40 905                         |
| русские                  | 40 765                         |

Так выглядит разделение населения Монреаля по расовым и этническим группам:
- Белые : 1 101 980 или 68,3 % ;
- Чёрные : 147 100 или 9,1 % ;
- Арабы : 102 625 или 6,4 % ;
- Латиноамериканцы : 67 100 или 4,2 % ;
- Южные азиаты (индийцы, пакистанцы и т. д.): 53 515 или 3,3 % ;
- Китайцы : 46 845 или 2,9 % ;
- Юго-Восточные азиаты : (вьетнамцы, лаосцы и т. д.): 39 570 или 2,5 % ;
- Филиппинцы : 21 750 или 1,3 % ;
- Западные азиаты (иранцы, афганцы, и т. д.) : 12 155 или 0,8 % ;
- Корейцы : 3300 или 0,2 % ;
- Японцы: 2020 или 0,1 % ;
- Другие : 14 585 или 0,9 % населения.

### Языковая ситуация
Монреаль — многонациональный мегаполис с очень сложной демолингвистической ситуацией. Хотя сейчас здесь довольно мирно уживаются различные национальности, культуры, вероисповедания, не всегда отношения между общинами были безоблачными. После падения Новой Франции Британская империя проводила активную, но в конечном счёте безуспешную политику ассимиляции местного франкоканадского населения, хотя с 1840 по 1860 год англофоны составляли более половины жителей города, а сам Монреаль до 1970-х годов был самым крупным городом Канады. После так называемой Тихой революции, франкоканадцы сумели восстановить своё доминирующее положение в городе, а многие англо-квебекцы предпочли миграцию в другие города Канады, в первую очередь, — Торонто. Примерно 50 % современного населения Монреаля считает французский язык родным и использует его дома, 23 % — английский язык и 18 % говорят на других языках (см. аллофоны) (2016). При этом более половины жителей свободно владеют как французским, так и английским, хотя Хартия французского языка 1977 года провозглашает французский язык единственным официальным языком города.

### Русский язык в Монреале

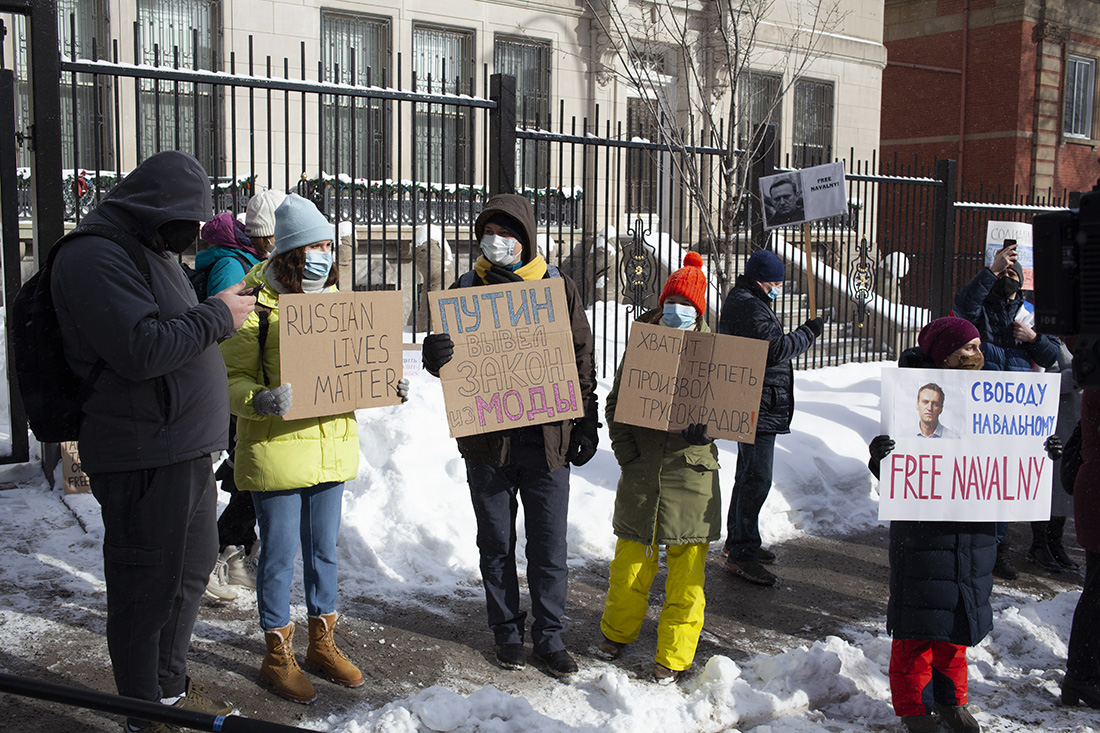
Плакаты на русском языке на митинге у консульства России в Монреале (январь 2021)

Русский язык заметно расширил своё присутствие в Монреале за последние 15 лет. Из 3,3 млн жителей в 2001 году, его назвали родным 12,5 тысяч человек (0,4 % населения агломерации). В 2006 году это сделали 18,5 тысяч человек из 3,6 млн жителей (0,5 % населения). Однако фактически число русскоговорящих (включая выходцев из всех регионов бывшего СССР) колеблется, по оценкам, от 15 до 25 тысяч человек. В 2006 году русский язык занял 10-е место.
Большинство русскоязычных жителей — недавние иммигранты из России и стран бывшего СССР. Однако есть и иммигранты (и их потомки) первой и второй волн эмиграции. Значительная концентрация русскоязычного населения находится в районе Кот-де-Неж и близлежащих (см. Русский язык в Канаде), хотя русскую речь нередко можно встретить в любых «международных» районах города. В настоящее время наибольшая концентрация русскоязычного населения наблюдается в муниципалитете Кот-Сен-Люк, который формально является отдельным городом.
В городе издаётся пять бесплатных еженедельных газет на русском языке. Есть несколько русских книжных (и не только) магазинов, видеосалонов, аптек, гастрономов, ресторанов. Книги на русском языке доступны в районных и в университетских библиотеках (в числе зарубежной литературы). Имеется радиовещание на русском языке. Существуют платные русские школы выходного дня — «Грамота» (самая старая, существует с 1994 года), «Лицей», «Мечта» и «Эврика». Есть платные русскоязычные детские сады и ясли.
В Монреале также имеются два православных собора со службой на русском языке, одна русскоязычная синагога, а также русскоязычные молитвенные дома для адептов различных религий.
Русский язык преподаётся в двух университетах города — Монреальском университете (на французском) и в Университете Макгилла (на английском).

## Городское управление

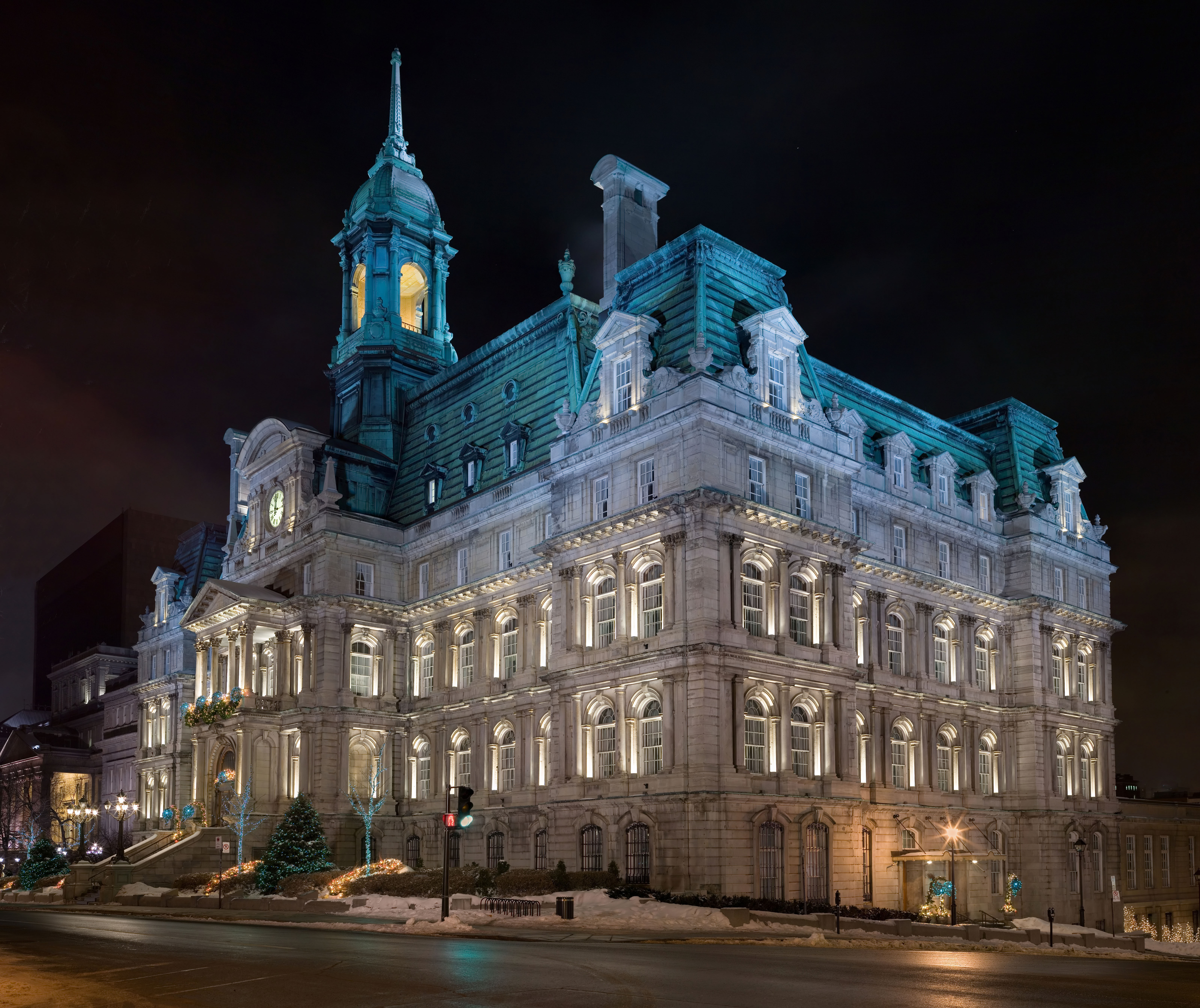
Здание мэрии

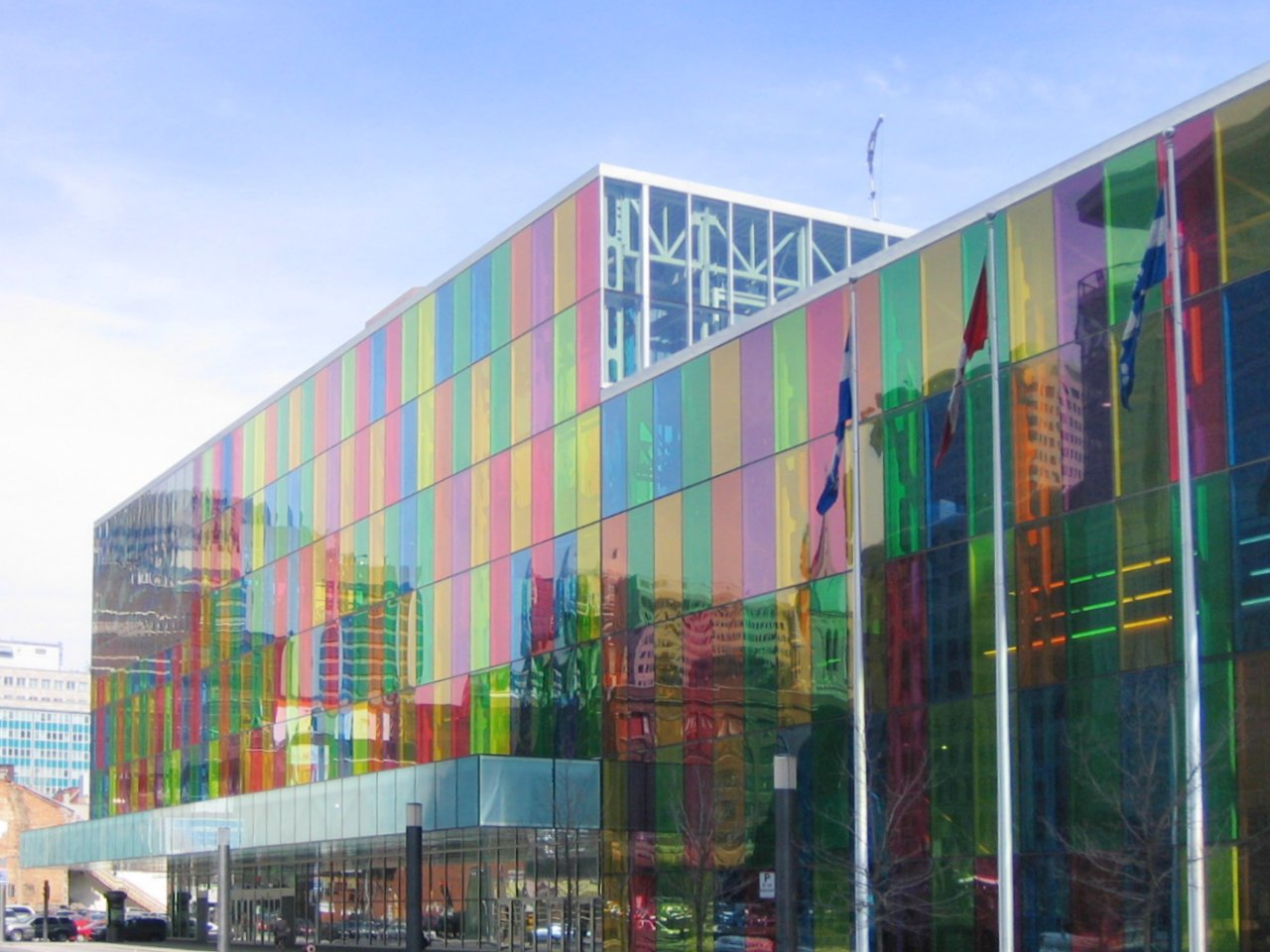
Монреальский Дворец конгрессов

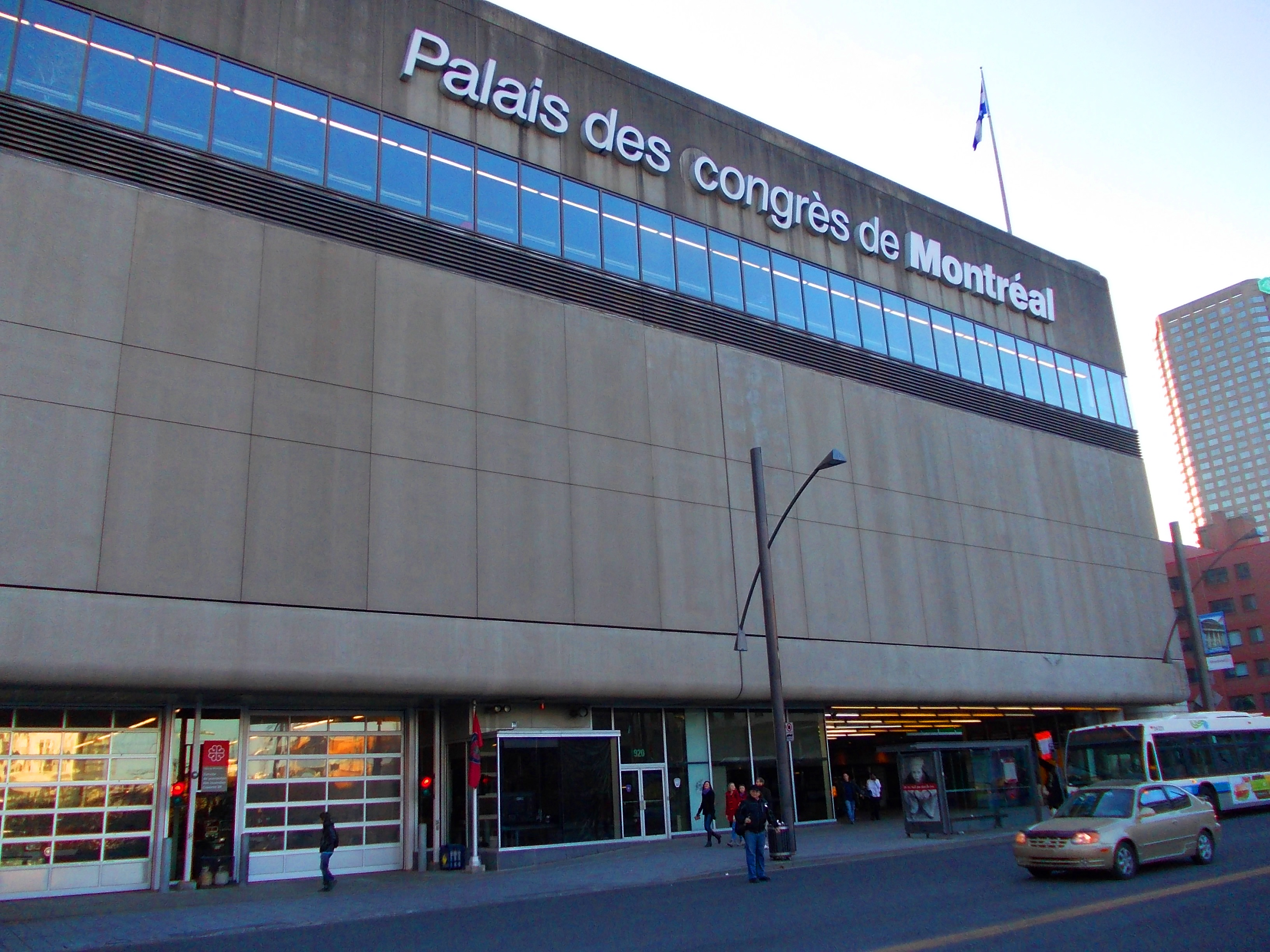
Монреальский Дворец конгрессов (вид с другой стороны)

Мэром (mairesse) Монреаля c 2017 года является Валери Плант. Городской совет — главный решающий орган Монреаля. Он состоит из 64 членов (45 городских советников и 19 мэров округов) и мэра Монреаля.
В полномочия Городского совета входят многие сферы жизни города, включая общественную безопасность, межправительственные обмены, проблемы окружающей среды, градостроительство и некоторые программы субсидий. Городской совет также контролирует некоторые решения советов округов. Территория города поделена на 19 округов. Главная улица города, символизировавшая когда-то разделительную линию в прямом и переносном смысле между англо- и франкоязычным населением — а ныне центр туристической и торговой жизни — бульвар Сен-Лоран.

## Экономика
Экономика Монреаля во многом типична для крупного постиндустриального города развитой капиталистической страны, хотя имеет и свои уникальные черты по сравнению как с другими городами Квебека, так и с городами Канады и США. До начала 1970-х годов город фактически являлся экономической столицей индустриализирующейся Канады. Англо-американский капитал и относительно дешёвая франкоязычная рабочая сила помогли превратить Монреаль в центр текстильной промышленности. Долгое время именно сюда прибывали многие иммигранты из Европы в поисках работы на фабриках, заводах и в городском порту, являющимся одним из крупнейших речных портов мира.
Однако бурный рост скрывал растущие этно-языковые противоречия в самом городе. Первые признаки утраты города как рая для англо-американского капитала проявились уже после второй мировой войны, когда начался бурный рост франко-канадского национализма, завершившегося Тихой революцией.
Не желая мириться с понижением статуса английского языка и стремясь «отомстить» франкоканадцам за их нежелание сохранять статус-кво, значительная часть англоязычной деловой элиты в массовом порядке покинула город, переведя свои капиталы в англоязычный Торонто. Массовая эмиграция англофонов и отток капитала из города в 1970—1980-х годах привели к почти 20-летней экономической депрессии в городе, сопровождавшейся рецессией, массовой безработицей и практически нулевым ростом населения. Ситуация в городе начала улучшаться после 1995 года, когда многие мировые корпорации, в том числе и англо-американские, смирились с франкоязычной трансформацией города и начали возвращаться обратно.
При этом экономика города перешла на постиндустриальные рельсы и получила более французский характер. Так, в городе преобладают сектор услуг, образование, страхование, финансы и кредит. Монреаль также признан одним из дизайнерских центров мира, здесь также получили развитие аэрокосмическая отрасль, фармацевтика, косметическая промышленность, парфюмерия, туризм. Более того, современный Монреаль фактически соревнуется с Парижем как важнейший центр франкоязычной индустрии музыки, культуры и развлечений. Известные исполнители — Селин Дион (популярная музыка), Zaho (французский рэп).
В городе находятся множество отделений крупнейших банков мира (фр. Scotiabank, Bank de Montreal, Royal Bank, фр. National Bank), производитель пива Molson, спортивная арена (там проходят международные и местные национальные соревнования по хоккею), теннисные корты (на них проводят соревнования за Кубок Роджерса, за который боролась Мария Шарапова), трасса спортивных автомашин Формула-1, огромный порт с железнодорожным транспортом, который не электризован, большие аттракционы для детей Ля Ронда (на острове Святой Елены на реке Святого Лаврентия), производство авиадвигателей и самолётов, вертолётов и запчастей к ним, множество колледжей и университетов. Низкая инфляция менее 2 % в год — основа экономики города.

## Транспорт

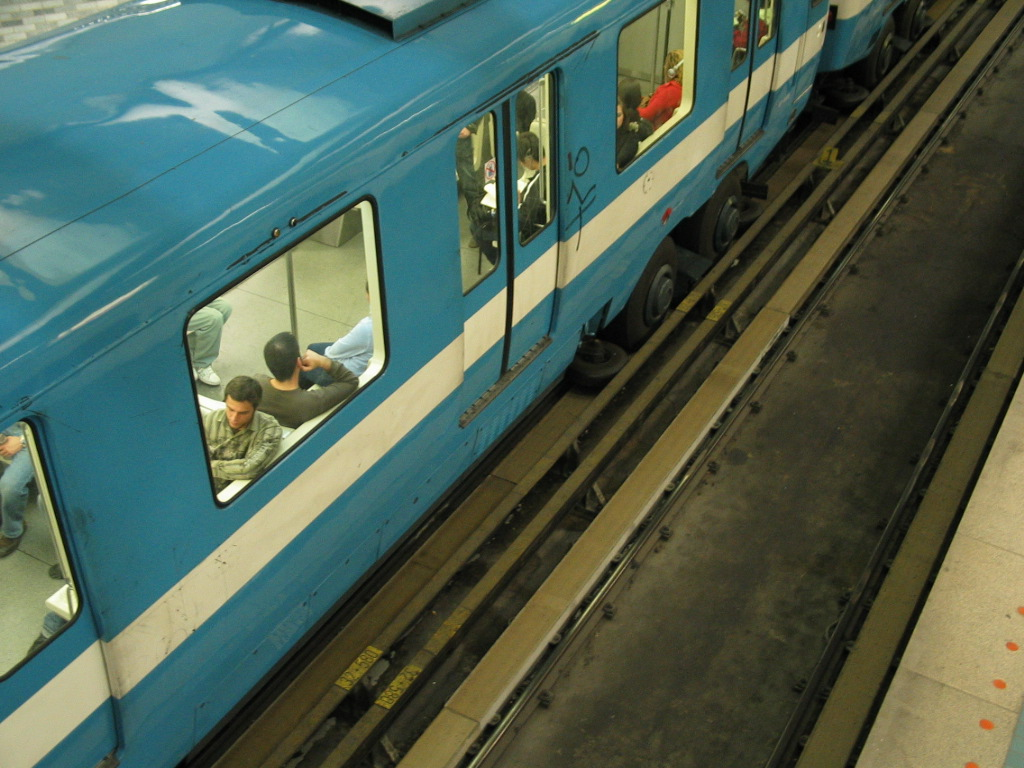
Поезд Монреальского Метрополитена

Общественный транспорт в Монреале представлен коллективными такси (на манер маршруток), пригородными поездами, автобусами и метро. Для оплаты транспорта используется магнитная карта, включающая в себя от пропуска на одни сутки до месячного проездного. Одноразовое пользование обычно оплачивается наличными.
Во время одноразового пользования также существует возможность набора пересадок вплоть до трёх маршрутов (автобус—метро—автобус) обоих типов транспорта или вплоть до двух маршрутов (метро—автобус и автобус—автобус) каждого. При этом набор считается одной поездкой только в том случае, если маршруты пересекаются между собой или имеют общую конечную.
За весь транспорт города (за исключением пригородных поездов) отвечает «Монреальское транспортное общество» (STM). Опрос, проведённый Обществом в 2002 году, показал, что около 33 % жителей, чтобы добраться до работы, используют общественный транспорт, 52,4 % добираются на машине за рулём (4,3 % как пассажиры), 8,2 % приходят пешком, а 2 % предпочитают велосипед.

### Метрополитен

Развитие сети метрополитена (1966—2007)

Характерной особенностью метрополитена является то, что поезда работают на шинном ходу, но рельсы сохранены, как направляющие оставленных колёс железнодорожного типа. Инженеры считают, что в этом случае вибрация, вызванная ходом поездов, будет менее разрушительна для зданий, находящихся выше, чем в случае традиционных несущих стальных колёс.
Для входа и выхода на станции наряду с эскалаторами используется и система наклонного движущегося тротуара.
Многие станции метрополитена соединены подземными переходами, которые тянутся под несколькими кварталами города, образуя так называемый «подземный город». В этих переходах находятся магазины, кафе и даже несколько подземных театров у станции «Площадь искусств» (Place des Arts — станция названа так же, как одноимённый концертно-выставочный комплекс Place des Arts).

### Транзитные сети Большого Монреаля
Для транзита между собственно Монреалем и примыкающими к нему населёнными пунктами существует сеть поездов и автобусов Exo с 8 тарифными зонами.
К 2021 г. планируется открыть сеть скоростной электрички Большого Монреаля (REM), которая через ряд пересадочных станций будет соединяться с Монреальским метро. Частично эта сеть будет основана на одной из действующих линий Exo, которая таким образом перейдёт из состава Exo в новую сеть.

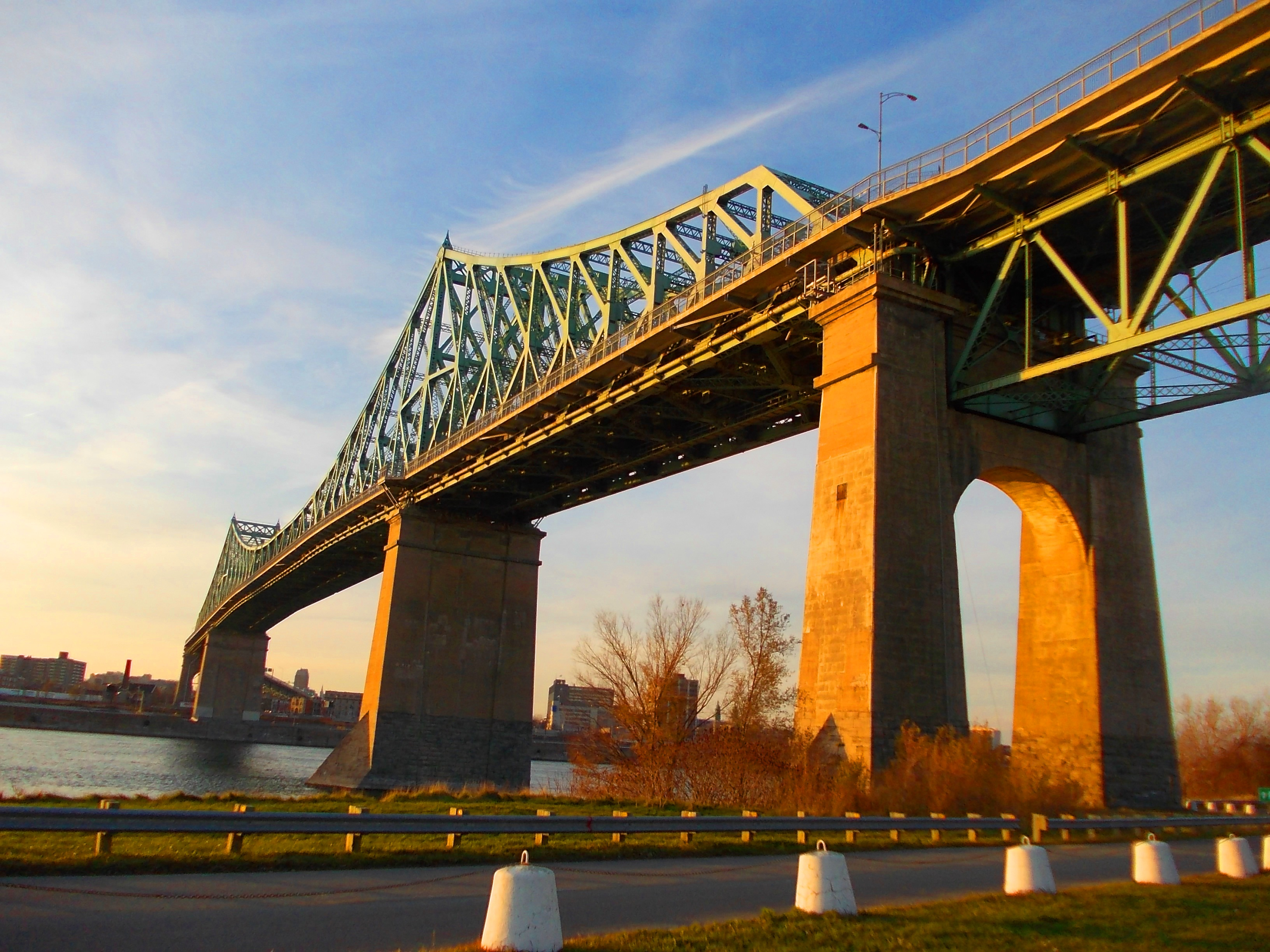
Мост Жак-Картье

### Трамвай
Монреальский трамвай является как частью истории города, так и одним из нынешних проектов. В 1950-е годы Монреаль насчитывал 510 км трамвайных путей по всему острову (в однопутном измерении), к тому времени — на 200 км больше, чем в Торонто. Однако в 1955 году правительство города приняло указ об устранении трамваев с дальнейшей заменой их на автобусный транспорт. Последний трамвай прошёл по монреальским улицам 30 августа 1959 года. Многие пути были заасфальтированы и сегодня их куски всё ещё можно заметить на пересечениях некоторых улиц центрального Монреаля. Сегодня номера большинства бывших линий соответствуют номерам автобусных маршрутов, например: 51 → 51 Édouard-Montpetit, 65 → 165 Côte-des-Neiges, и т. п.
В 2005 году принял серьёзность проект о пересоздании центральной трамвайной ветки по Avenue du Parc от центра города до северных районов с целью привлечь население к пользованию альтернативных видов транспорта (в противовес передвижению на автомобилях). Через год к проекту прибавились ещё две линии — Côte-des-Neiges и Verdun. После перепланировки развязки около Avenue des Pins в 2007—08 гг., проект всё-таки вступил в действие, несмотря на его мизерное финансирование частным сектором. Пуск первой трамвайной линии был рассчитан Генпланом Монреаля на 2012 г., тем не менее события, приведшие в дальнейшем к реструктуризации городских административных органов, отложили строительство трамвая сначала на 2015-й, а затем — на 2025-й год. На данный момент вопрос не рассматривается, тем более что в 2014 году Транспортное Общество вложило несколько десятков миллионов долларов, изначально предоставленных высшими инстанциями на разработку трамвайного вопроса, в электрификацию и гибридификацию своих автобусов, которые к 2020 году перестанут работать на бензине.

## Культура и достопримечательности

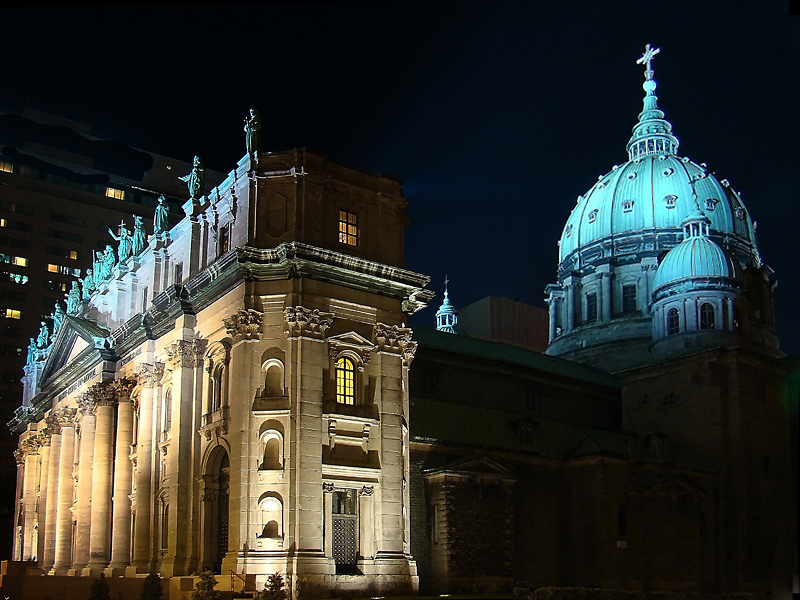
Собор Марии, Царицы Небесной

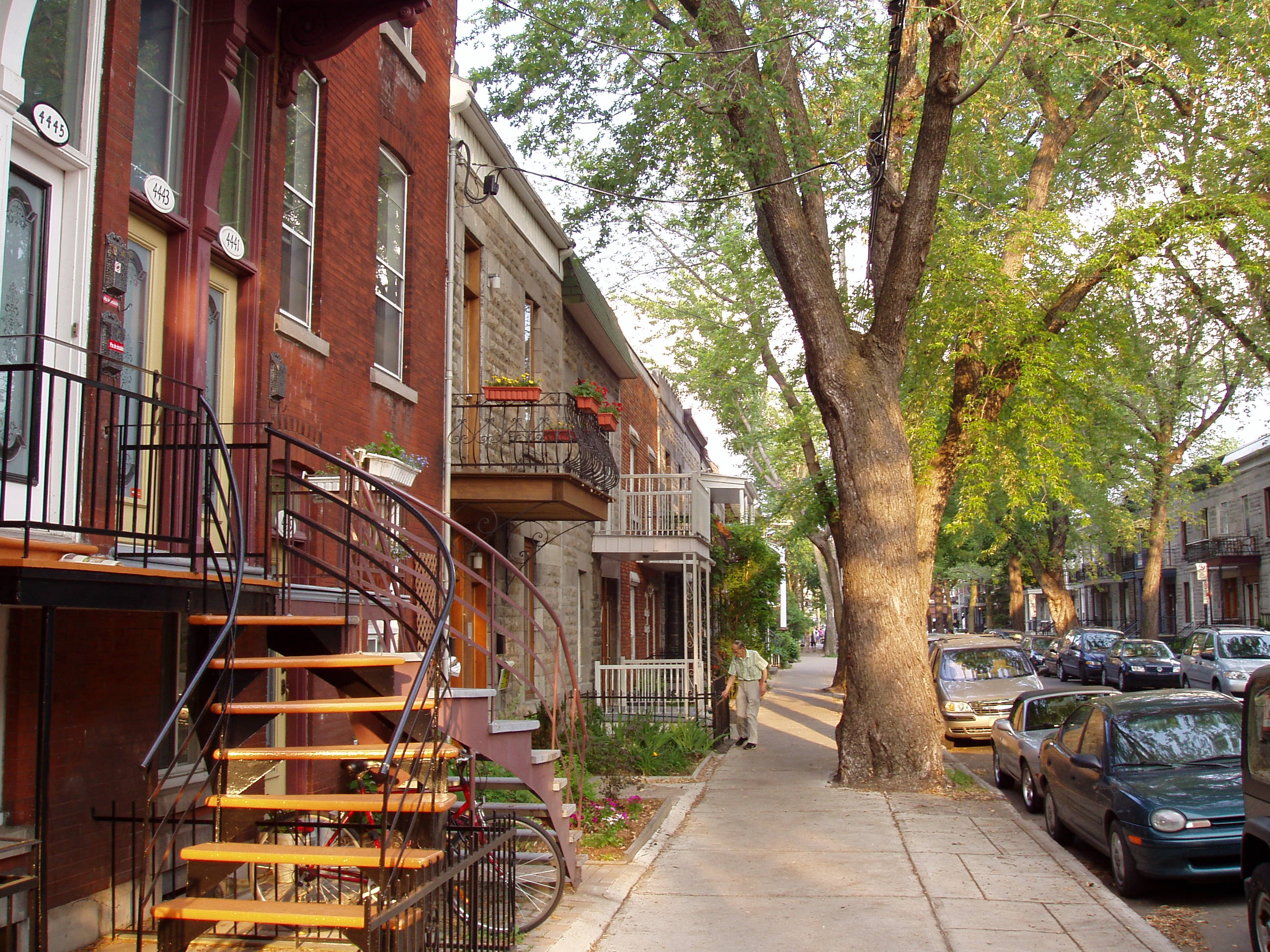
Типичная монреальская улица

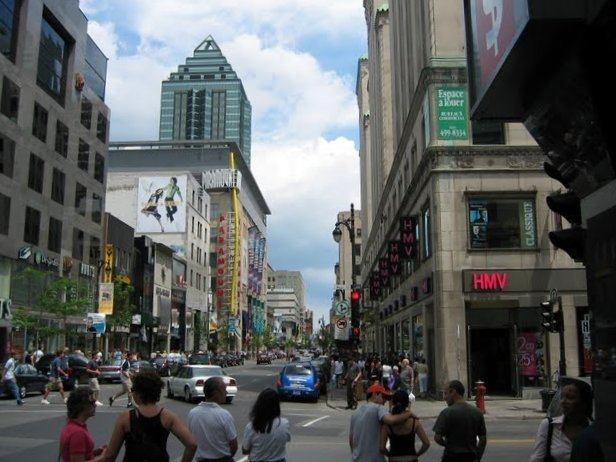
Улица Сент-Катрин (Монреаль)

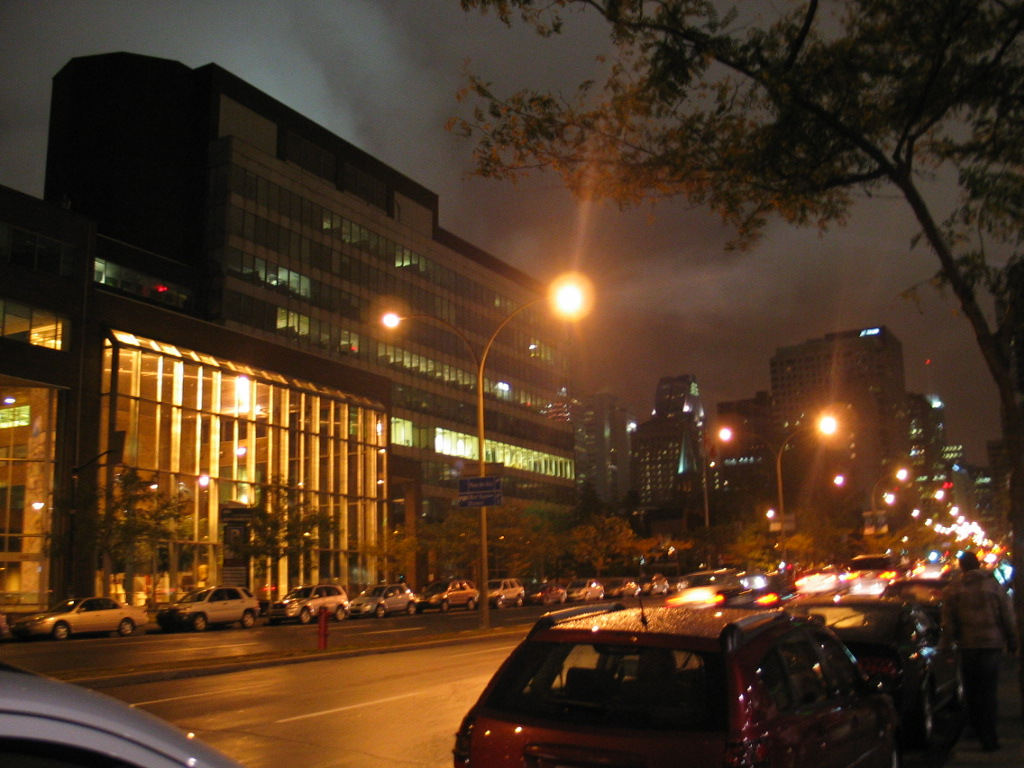
Ночной Монреаль

Монреаль является культурным центром не только провинции Квебек, но и всей франкоговорящей части Северной Америки, а также основным канадским производителем теле- и радиопередач, кинофильмов, театральных постановок, печатных и электронных изданий на французском языке. В городе располагается Библиотека Сен-Сюльпис — первая библиотека на французском языке в Канаде.

### Фестивали
С 1977 года проводится Фестиваль мирового кино, справедливо считающийся одним из самых престижных кинофорумов.
Литературная и музыкальная жизнь Монреаля сосредоточена в многочисленных кафе «Латинского квартала» (le Quartier Latin). Заметный вклад в культурную деятельность вносит местное англоязычное сообщество. Результатом тесного взаимодействия различных культурных течений является динамичность и разнообразие музыкальной жизни города, разжигаемой многочисленными фестивалями.
В Монреале проводится ежегодный Международный монреальский джазовый фестиваль. Это событие собирает миллионы любителей джаза со всех уголков мира. Более 500 концертов за 10 дней фестиваля, большая часть из которых проходит под открытым небом. Численность аудитории таких концертов доходит до 200 000 человек.
Начиная с 1989 года, в Монреале ежегодно проходит крупнейший в мире фестиваль франкофонной музыки Франкофоли де Монреаль (фр. Les FrancoFolies de Montréal).
Ежегодно в парке La Ronde проходит одно из крупнейших соревнований среди пиротехнических команд мира. Проходит оно летом в течение полутора месяцев. Обычно выступают 7—8 команд и в заключение проводит показательное выступление местная команда-организатор фестиваля.

### Архитектура
- Старый Монреаль — исторический и культурный центр города, где сосредоточено большинство достопримечательностей
- Рынок Бонсекур
- Собор Монреальской Богоматери

### Музеи
- Монреальский музей изящных искусств
- Монреальский музей современного искусства
- Музей Редпат

### Театры
- Театр имени Л. Варпаховского

## Образование

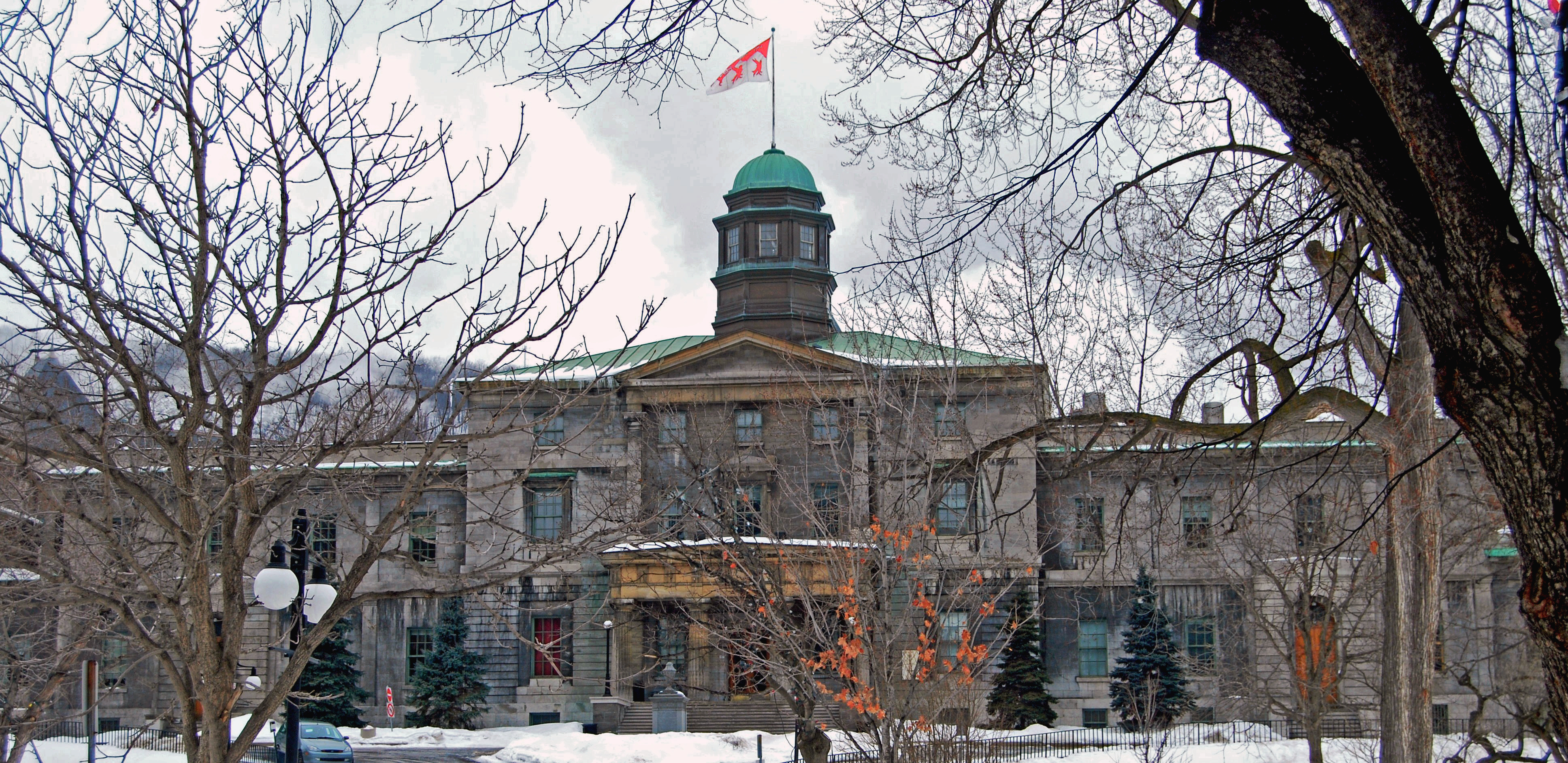
Университет Макгилла, Корпус искусств

В Монреале есть шесть университетов и двенадцать колледжей в радиусе 8 км, город имеет самую высокую концентрацию студентов среди всех крупных городов Северной Америки (4,38 студентов на 100 жителей, а далее следует Бостон с 4,37 студентами на 100 жителей).
В городе есть два англоязычных университета:
- Университет Макгилла является одним из старейших университетов Канады и широко признан в качестве учебного заведения мирового класса. Университет Макгилла неизменно входит в топ-25 университетов в мире по рейтингу Times Higher Education-QS World University на протяжении последних шести лет (по состоянию на 2009 год)[44].
- Университет Конкордия был создан в результате слияния Университета сэра Джорджа Уильямса и колледжа Лойолы в 1974 году[45].

Есть также два франкоязычных университета, расположенных в Монреале:
- Монреальский университет (Университет Монреаля, UdeM, ЮдеМ) является вторым по величине исследовательским университетом в Канаде. Два отдельных учреждения входят в состав университета: Политехническая школа Монреаля (Инженерная школа) и Высшая бизнес-школа Монреаля (HEC).
- Университет Квебека в Монреале (UQAM, ЮКАМ) входит в систему Университета Квебека, пользуясь при этом значительной академической и административной независимостью. ЮКАМ главным образом специализируется на гуманитарных специальностях. К Университету Квебека также относятся несколько высших учебных заведений, расположенных в Монреале и его окрестностях: Высшая техническая школа (ETS), кампусы Национальной школы государственного аппарата (ENAP) и Национального научно-исследовательского института (INRS).

Кроме того, два франкоязычных университета — Шербрукский университет и Университет Лаваля имеют филиалы в близлежащем пригороде Лонгёй на южном берегу реки Святого Лаврентия.
Система образования в провинции Квебек немного отличается от других систем в Северной Америке. Между средней школой и университетом существует дополнительный уровень колледжа, который называется CEGEP. Это одновременно и подготовительная школа (подготовка учащихся для поступления в университет) и техникум (предлагающие курсы, которые приводят к средне-специальному образованию). В Монреале семнадцать CEGEP предлагают курсы на французском языке и пять на английском языке.
Англоязычные начальные и средние государственные школы на острове Монреаль управляются Монреальским английским школьным советом (школьным округом) и школьным советом имени Лестера Б. Пирсона. Франкоязычные начальные и средние государственные школы в Монреале относятся к школьной комиссии Монреаля, а также к школьной комиссии Маргарит-Буржуа.

## Спорт
В 1976 году Монреаль принимал летние Олимпийские игры. К Играм был построен Олимпийский стадион. Это были первые и пока единственные летние Игры, прошедшие в Канаде.
В городе расположен автодром, названный в честь известного канадского гонщика Жиля Вильнёва, на нём ежегодно проходит Гран-при Канады, в котором с 1967 года соревнуются болиды класса Формула-1.

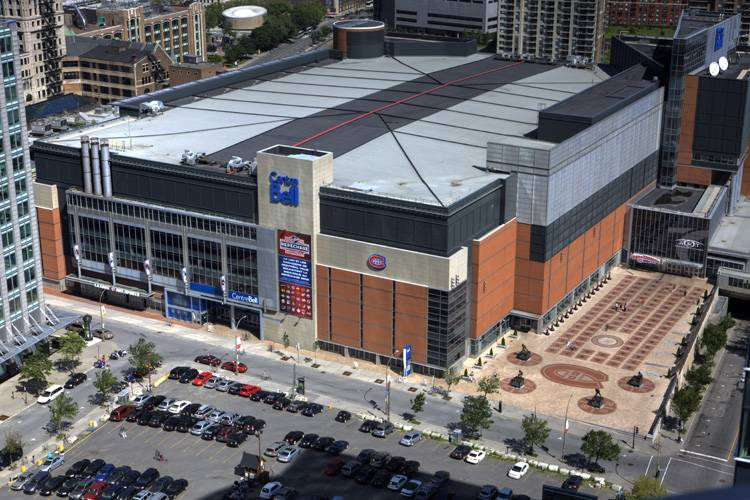
«Белл-центр» — домашняя арена «Монреаль Канадиенс»

- Хоккей с шайбой — в городе базируется старейший и самый титулованный клуб НХЛ (24 Кубка Стэнли) «Монреаль Канадиенс», выступающий на арене «Белл-центр». В 2023 году была создана женская хоккейная команда PWHL Montreal, которая с 2024 года играет в Профессиональной женской хоккейной лиге.
- Футбол — команда «Клёб де Фут Монреаль» (ранее — «Монреаль Импакт») выступает в MLS с 2012 года, играет на стадионе «Стад Сапуто»
- Канадский футбол — команда «Монреаль Алуэттс» из Канадской футбольной лиги, 8 раз побеждавшая в Кубке Грея.
- Бейсбол — команда «Монреаль Экспос» играла в Главной лиге бейсбола в 1969—2004 годах, после чего переехала в Вашингтон, где стала называться «Вашингтон Нэшионалс»

В Монреале проводится Открытый чемпионат Канады по теннису, который входит в категории ATP Мастерс 1000 у мужчин и WTA 1000 у женщин. При этом место проведения мужских и женских турниров чередуется каждый сезон с Торонто: в год, когда мужчины играют в Монреале, женщины выступают в Торонто, и наоборот.
В 2006 году город принимал первые в истории World Outgames.
В 2015 году на Олимпийском стадионе Монреаля проходили матчи чемпионата мира по футболу среди женщин, включая один четвертьфинал и один полуфинал. В 2017 году на Олимпийском стадионе прошёл чемпионат мира по спортивной гимнастике. Монреаль рассматривался как один из городов, где могут пройти матчи чемпионата мира по футболу 2026 года, но в 2021 году власти города отказались от этой идеи.

## Сегодняшний Монреаль
Сегодняшний Монреаль — высокоразвитый город. Крупнейший в Канаде информационный центр, один из крупнейших в мире финансовых, экономических центров. Крупнейший в Канаде текстильный центр. Один из важнейших и стратегически значимых городов страны; ультрасовременные транспортные магистрали соединяют Монреаль с другими городами Канады и США, в том числе Торонто и Нью-Йорком. Второй по важности транспортный узел Канады (после Торонто). Крупные заводы по производству военной техники. Монреаль уже давно прочно держится в списке наиболее благоприятных для проживания городов мира.

## Города-побратимы
- Алжир (фр. Alger, араб. الجزائر‎), Алжир
- Амман (араб. عمان‎), Иордания
- Амстердам (нидерл. Amsterdam), Нидерланды
- Афины (греч. Αθήνα), Греция
- Барселона (кат. Barcelona), Испания
- Бейрут (араб. بيروت‎), Ливан
- Беэр-Шева (ивр. באר שבע‎), Израиль
- Брюссель (фр. Bruxelles, нидерл. Brussel, валлон. Brussele), Бельгия
- Бухарест (рум. Bucureşti), Румыния
- Гавана (исп. Havana), Куба
- Ганновер (нем. Hannover), Германия
- Гонолулу (англ. Honolulu), Гавайи, США
- Дублин (англ. Dublin, ирл. Baile Átha Cliath), Ирландия
- Ереван (арм. Երևան), Армения
- Кали (исп. Santiago de Cali), Колумбия
- Касабланка (араб. الدار البيضاء‎), Марокко
- Лима (исп. Lima), Перу
- Лион (фр. Lyon), Франция
- Лиссабон (порт. Lisboa), Португалия
- Лондон (англ. London), Великобритания
- Льеж (фр. Liège, нидерл. Luik, валлон. Lidje), Бельгия
- Милан (итал. Milano), Италия
- Новый Орлеан (англ. New Orleans, фр. La Nouvelle-Orléans), Луизиана, США
- Париж (фр. Paris), Франция (город-партнёр)
- Пусан (кор. 부산 광역시, 釜山廣域市), Южная Корея
- Рим (итал. Roma), Италия (город-партнёр)
- Тирана (алб. Tiranë, Tirana), Албания
- Гаррисберг (англ. Harrisburg), Пенсильвания, США
- Хиросима (яп. 広島市), Япония
- Шанхай (кит. упр. 上海, пиньинь Shànghǎi), Китай